# Nikolái Fomín
Nikolái Maximovich Fomín (en ruso: Николай Максимович Фомин, en ucraniano: Микола Максимович Фомін, romanizado: Mykola Maksymovych Fomin; Novoekonomichne, Ucrania, 1937) es un ingeniero ucraniano, ingeniero jefe de la central nuclear de Chernóbil desde 1981 hasta el desastre nuclear de Chernóbil en 1986.

## Biografía
Fomín era miembro del Partido Comunista de la Unión Soviética, pero fue expulsado después del desastre de Chernóbil. Comenzó su carrera en la central térmica de Zaporiyia. En 1972 empezó a trabajar en Chernóbil. Como ingeniero jefe, aprobó la infame prueba de seguridad de la turbina que condujo a la explosión del reactor. Sin embargo, el ingeniero jefe adjunto, Anatoli Diátlov, fue el principal responsable de la prueba.
Fomín se enteró del accidente alrededor de las 4:00 de la madrugada del 26 de abril de 1986 y participó en la limpieza después del desastre. Posteriormente fue detenido junto con el director de la planta, Víktor Briujánov. El inicio del juicio, inicialmente previsto para el 24 de marzo de 1987, tuvo que posponerse varias veces debido al intento de suicidio de Fomín. Durante el juicio, Fomín culpó en parte a los operadores por desviarse del plan de prueba. Finalmente, Briujánov y él fueron declarados culpables y sentenciados cada uno a diez años de prisión.
Mientras estuvo en prisión, Fomín recibió tratamiento psiquiátrico varias veces. Por motivos de salud, fue puesto en libertad anticipadamente y trasladado a un hospital psiquiátrico. Después de salir del hospital, trabajó en la central nuclear de Kalinin. Desde su jubilación en el 2000 vive con su esposa, sus hijos y sus nietos en Udomlia, Rusia.
En la serie de HBO Chernóbil, Nikolái Fomín estuvo interpretado por el actor Adrian Rawlins.